# Добрянка (Амурская область)
Добря́нка — село в Серышевском районе Амурской области, Россия. Входит в Озёрненский сельсовет.

## География
Село Добрянка расположено к северу от районного центра пос. Серышево.
Дорога к селу Добрянка идёт на восток от перекрёстка между сёлами Белоногово и Озёрное.
Расстояние до административного центра Озёрненского сельсовета села Озёрное (на север от перекрёстка) — 16 км.
Расстояние до пос. Серышево (на юг от перекрёстка, через Белоногово) — 18 км.
На северо-восток от села Добрянка идёт дорога к селу Ближний Сахалин, на восток — к селу Новоохочье, где имеются выезды на трассу Чита — Хабаровск.

## Население
| 2002 | 2010 | 2012 | 2013 | 2014 | 2015 | 2016 |
| ---- | ---- | ---- | ---- | ---- | ---- | ---- |
| 227  | ↘192 | ↗194 | ↘188 | ↗190 | ↗193 | →193 |
| 2017 | 2018 |      |      |      |      |      |
| ↘187 | ↘181 |      |      |      |      |      |

## Инфраструктура
- Сельскохозяйственные предприятия Серышевского района.